# 秃瓣杜英
秃瓣杜英（学名：Elaeocarpus glabripetalus）为杜英科杜英属下的一个种。

## 变种
- 棱枝杜英（学名：Elaeocarpus glabripetalus var. alatus）为杜英科杜英属下的一个变种。
- 圆枝杜英（学名：Elaeocarpus glabripetalus var. teres）为杜英科杜英属下的一个变种。

## 扩展阅读
- 維基物種上的相關：秃瓣杜英